# Parc du Fort Edmonton
Le parc du Fort Edmonton est un musée en plein air et musée vivant situé à Edmonton, en Alberta, au Canada. Le plus grand musée de ce type au Canada, il porte le nom et comprend Fort Edmonton avec d'autres structures historiques originales et reconstruites. Le parc est géré par la ville d'Edmonton et en 2015, il recevait 170 000 visiteurs par an.
Situé le long de la rivière Saskatchewan Nord dans le sud-ouest d'Edmonton, le parc est composé de cinq sections : l'Indigenous Peoples Experience, Fort Edmonton, d'une rue 1885, d'une rue 1905 et d'une rue 1920. Les visiteurs peuvent monter à bord d'un train à vapeur fonctionnel à l'entrée du parc qui les transporte sur toute la longueur du parc jusqu'au fort. Les visiteurs peuvent également monter en calèches et en tramways aux époques appropriées.

## Renovation
En juin 2021, le parc rouvre après une fermeture de près de trois ans. Les nouvelles fonctionnalités résultant d'un projet de modernisation de 165 000 000 $ comprennent l'exposition de 30 000 pied carré2 Indigenous Peoples Experience, un aperçu des cultures et de l'histoire des Premières Nations et des Métis dans la région d'Edmonton, développé avec la participation de la Nation métisse de l'Alberta et de la Confederacy of Treaty Six First Nations. Les améliorations incluent également un espace intermédiaire agrandi dans le style des années 1920, une nouvelle entrée principale.